# Жан-Ніколя Корвізар
Жан-Ніколя Корвізар (фр. Jean-Nicolas Corvisart) — французький лікар і науковець. Найбільш відомий тим, що був особистим лікарем французького імператора Наполеона.

## Біографія
Син прокурора паризького парламенту, народився під час розгону парламенту. Отримав гуманітарну освіту в коледжі Сен-Барб (Collège Sainte-Barbe). Незважаючи на бажання свого батька, який бачив його адвокатом, і після вирішальної зустрічі з Антуаном Петі (Antoine Petit), «єдиним лікарем у Парижі, який знає, як оперувати та народжувати», Жан-Ніколя почав вивчати медицину у професорів з Отель-Дью (Hôtel-Dieu), де став доглядачем, коли батько перестав йому допомагати. Був кремезної тілобудови, енергійний, досить відвертий, не боявся
відступати від традицій.
14 листопада 1782 року отримав титул доктора-регента факультету, але через те, що відмовився носити перуку, йому було заборонено вступити лікарем у парафіяльний госпіталь і був змушений прийняти посаду в госпіталі для бідних у районі Сен-Сюльпіс.
У госпіталі Шаріте (Hôpital de la Charité de Paris) він був заступником Дебуа де Рошфора, якого змінив у 1788 році. Корвізар запровадив там далекосяжні реформи, які здійснював залізною рукою. Незабаром його призначили професором патології, потім фізіології. Терапевт Рене Лаеннек, психіатр Жан-Етьєн-Домінік Ескіроль (Jean-Étienne Dominique Esquirol) і доктор Жан Амо (Jean Hameau) були серед багатьох його учнів.
Викладання медицини було спотворено революцією 1792 року, і шарлатанів було багато, але наприкінці 1794 року знову відновилося правильне навчання. Корвізар настільки блискуче викладав, що, коли було створено Школу медицини, засновану декретом від 14 року Фрімера III, він отримав там кафедру внутрішньої медицини. Паризька школа незабаром стала однією з найвідоміших у Європі. Через два роки він став професором практичної медицини в Колеж де Франс, де в 1797 році обійняв посаду завідувача кафедри медицини. У Шаріте він реорганізував своє відділення, віддавши пріоритет перкусії пацієнтів у ліжку та патологічній анатомії. Також розпорядився побудувати там анатомічний амфітеатр.
Найбільше його цікавила кардіологія, уточнення діагнозу, наприклад, завдяки перкусії грудної клітки. У своєму вченні він наполягав на необхідності практикувати уважне та систематичне обстеження з самого початку.
У перші роки XIX століття Корвізар завоював довіру Наполеона Бонапарта та Жозефіни де Богарне, особистим лікарем яких став у 1804 році. Наполеон був зачарований його спокоєм і точністю свого діагнозу, і, як кажуть, він сказав: «Я не вірю в медицину, але я вірю в Корвізара». Він зробив його лицарем лише через два роки після створення Ордена Почесного легіону у 1804 році. Корвізар супроводжував Наполеона до Італії у 1805 році та до Австрії у 1809 році. Також лікував Жозефіну, яка вимагала все більше і більше таблеток і якій він призначав плацебо.
Його відповідь Наполеону була відомою. Імператор, який думав про розлучення з Жозефіною, запитав його: «Чи можуть бути діти у шістдесятирічного старого, який одружується на молодій жінці? — Іноді. — А в сімдесят? — Завжди, сір.»
19 березня 1811 року він був викликаний на прохання імператора під час пологів імператриці Марії-Луїзи для допомоги акушеру Дюбуа.
Офіцер ордена Почесного легіону, він став бароном Імперії, коли нове дворянство було запроваджено в 1808 році. Уже будучи Командором Ордена Союзу, був учасником першого призначення Командорів Ордена Возз'єднання 29 лютого 1812 року.
Обраний членом Академії наук в 1811 році, Академії медицини в 1820 році, входив майже до всіх наукових товариств Європи.
Однією з головних його праць є «Нарис про органічні захворювання та ураження серця і великих судин», опублікований у 1806 році. У 1808 році переклав книгу Леопольда Ауенбруггера про перкусію, що дало можливість широкого поширення цього метода в клінічній практиці. 
Корвізар помер у 1821 році в Парижі після кількох інсультів, лише через кілька місяців після смерті Наполеона на острові Святої Єлени. Наполеон казав про нього: «Він чесна і вміла людина». Корвізар похований на цвинтарі Етіс Монс. Двоє його нащадків поховані з ним в одному склепі: Люсьєн, барон Корвізар, лікар Наполеона III; Сципіон, генерал, який брав участь у битві під Верденом у 1917 році. Могила Ніколя Корвізара була спочатку на старій фермі Шате д'Етіс, власником якої він став у 1812 році. Його племінник і спадкоємець продав ферму, а останки Корвізара були ексгумовані та перенесені на кладовище міста в 1824 році.
На його честь названо одну зі станцій 6-ї лінії паризького метрополітену.

## Основні твори
- Essai sur les maladies et les lésions organiques du cœur et des gros vaisseaux, extrait des leçons cliniques, imp. de Migneret (Paris), 1806. / Нарис про захворювання та органічні ураження серця і великих судин, виписка з клінічних занять.
- Essai sur les maladies et les lésions organiques du cœur et des gros vaisseaux, imp. de Mame, 1811, Lire en ligne / Нарис про хвороби та органічні ураження серця і великих судин.
- Essai sur les maladies et les lésions organiques du cœur et des gros vaisseaux [suivi de Nouvelle méthode pour reconnaitre les maladies internes de la poitrinepar Avenbrugger, suivi de Recherches sur la phthisie pulmonaire par Bayle] , A. Delahays (Paris), 1855, Нарис про захворювання та органічні ураження серця та великих судин [згодом Новий метод розпізнавання захворювань внутрішніх органів грудної клітки Ауенбруггера, далі Дослідження легеневого туберкульозу Бейля].